# 前田雄
前田 雄（まえだ ゆう、10月25日 - ）は、日本の男性声優。鹿児島県出身。アプトプロ所属。

## 来歴
アプトプロ付属養成所3期生。

## 人物
特技・趣味は鹿児島弁、読書、ウォーキング。

## 出演

### テレビアニメ
2015年
- 対魔導学園35試験小隊（隊員）

2016年
- 田中くんはいつもけだるげ（男性店員）

2019年
- マナリアフレンズ（街人E）
- 旗揚!けものみち（セコンド、魔導師）

2020年
- 八男って、それはないでしょう!（セバスチャン）
- 乙女ゲームの破滅フラグしかない悪役令嬢に転生してしまった…（トムじいちゃん、男爵）

2021年
- オルタンシア・サーガ（オルタンシア兵、教会騎士隊長、兵士、教会騎士、看守 他）
- 100万の命の上に俺は立っている（老人）
- 闘神機ジーズフレーム（パイロット1）
- Deep Insanity THE LOST CHILD（執事）

2022年
- 神クズ☆アイドル
- オーバーロードⅣ（ウンケイ、進行係）
- 黒の召喚士（兵士）

2023年
- TRIGUN STAMPEDE（猟師B 他）
- ツンデレ悪役令嬢リーゼロッテと実況の遠藤くんと解説の小林さん（リーフェンシュタール侯爵）
- Call Star -ボクは本当にダメな星?-（警察官、隊長/裁判官、警官）
- AIの遺電子（健全連B、刑事A）
- シャングリラ・フロンティア〜クソゲーハンター、神ゲーに挑まんとす〜（男性プレイヤーC）
- 七つの大罪 黙示録の四騎士（住人）
- 柚木さんちの四兄弟。（おじいさん、先生）

2024年
- ぽんのみち（雀士）
- 魔王軍最強の魔術師は人間だった（住民）
- 転生貴族、鑑定スキルで成り上がる（魔力石仕入れ業者、古参魔法兵）
- 逃げ上手の若君
- 先輩はおとこのこ（先生、大我隆一）
- 小市民シリーズ（店員）
- 神之塔 -Tower of God-（謎の声） - 2シリーズ
- 星降る王国のニナ（従者）
- 青のミブロ（2024年 - 2025年、平間重助）
- ブルーロック VS. U-20 JAPAN（役員B）

2025年
- 外れスキル《木の実マスター》 〜スキルの実（食べたら死ぬ）を無限に食べられるようになった件について〜（店主、夫婦）
- 不遇職【鑑定士】が実は最強だった（ジャイアントラット、知人B、ケンタウロス、冒険者）
- 異修羅（黄都兵）
- アラフォー男の異世界通販（フード男A）
- ばいばい、アース（神官）
- ロックは淑女の嗜みでして（テナーサックス奏者）
- ゴリラの神から加護された令嬢は王立騎士団で可愛がられる（露店の主人）
- ずたぼろ令嬢は姉の元婚約者に溺愛される（受付）

### OVA
- ニセコイ（2015年、ヤクザ）

### 劇場アニメ
- プロメア（2019年、科学者[要出典] 他）

### Webアニメ
- 最後の召喚師 -The Last Summoner-（2023年、オーナー、門番A）

### ゲーム
2014年
- ニセコイ ヨメイリ!?

2015年
- 人の恋プリンス〜ヒミツの契約結婚〜（管理人）

2016年
- 黒い砂漠
- 蒼空のリベラシオン（科学のハワード、悲壮のグラエム）
- クイズRPG 魔法使いと黒猫のウィズ（レブン・コルツ）

2017年
- 幻想少女（袁紹、饕餮）
- GOD WARS 〜時をこえて〜
- メギド72（チンロン。、エウリノーム。）

2018年
- アサシン クリード オデッセイ（パクティアス）
- 勇者大陸伝説

2019年
- アイデル ヒーローズ（ルッツ 他）
- 極道の龍
- Z/X Code OverBoost（ノーブルグローヴ）
- 白猫プロジェクト（プライド）
- ケイデンス・オブ・ハイラル: クリプト・オブ・ネクロダンサー feat. ゼルダの伝説（オクターヴォ）

2020年
- OCTOPATH TRAVELER 大陸の覇者（キルン）
- CARAVAN STORIES（ドルビロ）

2023年
- 三国志グランバウト（高順）

2024年
- ロマンシング サガ2 リベンジオブザセブン（カール。）
- 18TRIP
- ドラゴンクエストIII そして伝説へ…（HD-2D版）

### 吹き替え

#### 映画
- アクシデントマン:ヒットマンズホリデー
- アポカリプスZ ～終末の始まり～
- ヴァチカンのエクソシスト
- エクソシスト3 ※Netflix版
- ナイトスイム（コーチ[7]）
- アントマン&ワスプ:クアントマニア[8]。
- 夜叉 -容赦なき工作戦-（ファン検事）
- ザ・ビーチ（ミッチ）
- クライモリ
- 小さなバイキング ビッケ（ウローブ）
- ヒュービーのハロウィーン
- ヒトラーを殺し、その後ビッグフットを殺した男（フラッグピン）
- ロードオブモンスターズ
- カイジ 動物世界
- 霊幻道士Q 大蛇道士の出現!（ビャオ）
- ステータス・アップデート（ムーディー先生）
- 被告人（房長）
- フューリアス（ザハール）
- 戦狼 ウルフ・オブ・ウォー（ホー）
- ザ・サークル（マット）
- ダークレイン（アルベルト）
- ハンティング・パーク（オーツ氏）
- グッド・ネイバー（アナウンサー 他）
- キックボクサー リジェネレーション
- ストーンウォール
- レッド・ワン（リック〈マーク・エヴァン・ジャクソン〉[9]）
- パディントン 消えた黄金郷の秘密[10]
- リロ&スティッチ[11]

#### ドラマ
- パパはバウンティ・ハンター シーズン2
- ポッサム〜愛と運命を盗んだ男〜
- 赤い袖先
- シカゴ・ファイア（ジェイソン・ぺラム）
- ザ・マペッツ・メイヘム（JJ）
- パンドラ 偽りの楽園（ソンチャン〈ポン・テギュ〉）
- ロング・ナイト 沈黙的真相
- ギレルモ・デル・トロの驚異の部屋
- ペントハウス（イ・ギュジン〈ポン・テギュ〉）
- 魔女たちの楽園〜二度なき人生〜（チェ・ゴボク）
- フィジカル（ジョン・ブリーム）
- スタートアップ: 夢の扉（デミョン 他）
- CITY ON A HILL/罪におぼれた街
- 世界で一番可愛い私の娘（チョン・ジンス）
- 王になった男（チョンセン）
- ボーイフレンド（ジャンス）
- ストレンジャー・シングス 未知の世界（ブルース、オーゼロフ）
- リトル・ドラマー・ガール 愛を演じるスパイ
- ハンムラビ法廷〜初恋はツンデレ判事!?〜
- 愛の温度（イボク）
- グッド・プレイス（ショーン）
- ジェーン・ザ・ヴァージン（ジェレミー 他）
- 七日の王妃（スグン 他）
- Unsolved: 未解決ファイルを開いて（ミラー 他）
- グリーンハウス・アカデミー（ルイス）
- セナ（ニキ・ラウダ〈ヨハネス・ハインリッヒス〉）
- ロング・ブライト・リバー

#### アニメ
- ヒューマン・リソース・モンスターズ（ジョー、バーリー）
- バンザイ! キング・ジュリアン（ヘクター）
- バットマン:マントの戦士（ハービー・デント / トゥーフェイス[12]）

### デジタルコミック
- 身代わり婚約者なのに、銀狼陛下がどうしても離してくれません!（2023年 - 2024年、グレル候[13]、マルテンシュタイン伯[14]）
- 勇者の俺様が魔導士なんかに!（2023年、国王[15]）
- 黒魔無双（2023年、ナレーション[16]）

### ナレーション
- 「仮面ライダーセイバー わくわくスマホくじ」
- 「ウイルスバスタークラウド・デジタルライフサポートプレミアム」（ナレーション／ガジェットお父さん）

### シリーズ一覧
1. ↑  第2期『王子の帰還』（2024年）、第2期『工房戦』（2024年）

### 初出話一覧
1. 1 2  第10話初出
2. 1 2 3 4 5 6  第9話初出
3. 1 2 3 4 5  第3話初出
4. 1 2 3 4 5 6 7 8  第5話初出
5. 1 2 3 4 5 6  第6話初出
6. 1 2 3 4 5  第1話初出
7. 1 2 3 4  第7話初出
8. 1 2 3  第8話初出
9. ↑  第22話初出
10. 1 2 3  第2話初出
11. 1 2 3 4  第4話初出
12. 1 2 3 4  第11話初出
13. ↑  第2期 第13話初出
14. ↑  第13話初出
15. ↑  第35話初出
16. ↑  第16話初出
17. ↑  第14話初出